# ماکسیم لاسینا ترائوره
ماکسیم لاسینا ترائوره (انگلیسی: Maxime Lacina Traoré) بازیکن فوتبال اهل ساحل عاج بود.
وی همچنین در تیم ملی فوتبال ساحل عاج بازی کرده است.